# Ritratto di Girolamo Savonarola
Il ritratto di Girolamo Savonarola è  un dipinto autografo di Fra Bartolomeo, realizzato con tecnica a olio su tavola, misura 46,5 x 32,5 cm ed è custodito nel Museo di San Marco a Firenze proveniente dalla collezione della santa pratese Caterina de' Ricci.

## Provenienza
Firenze (?), Filippo d’Averardo Salviad (Cinquecento)
Prato, convento di San Vincenzo, suor Caterina de’ Ricci
Prato o Firenze Ermolao Rubieri (1855)
Firenze, Museo di San Marco (1878)

## Descrizione e stile
A proposito del ritratto di Savonarola il Vasari scriveva ne "Le Vite: per l’affezione che Baccio aveva a Fra Ieronimo, che fece in un quadro el suo ritratto che fu bellissimo, il quale fu portato a Ferrara, e di lì non è molto ch’egli è tornato in Fiorenza nella casa di Filippo di Alamanno Salviati, il quale, per esser eli mano di Baccio, l’ha carissimo.